# Álvaro Siviero
Álvaro Siviero (ur. 27 stycznia 1964 w São Paulo) – pianista brazylijski.
Álvaro Siviero ukończył Universität für Musik und darstellende Kunst Wien w Wiedniu oraz szkołę Mozarteum w Salzburgu. Ukończył też fizykę na Uniwersytecie São Paulo.
W wieku 8 lat otrzymał pierwszą nagrodę muzyczną: Złoty Medal stanu São Paulo dla młodych talentów.
W 2006 Álvaro Siviero był pierwszym brazylijskim pianistą, jaki uczestniczył w „Masterclass on Beethoven” we Włoszech, organizowanych przez Fundację Wilhelma Kempffa.
W 2007 zagrał koncert dla papieża Benedykta XVI podczas jego wizyty w Brazylii.
Był dyrektorem artystycznym koncertów Embratel Convention Center. W 2008 roku muzyk został zaproszony do wykonania koncertu z okazji rocznicy miasta São Paulo.
Jest też dyrektorem artystycznym Międzynarodowego Festiwalu Koncertowego przy Teatrze São Bento w São Paulo.